# Damaskin (Kononow)

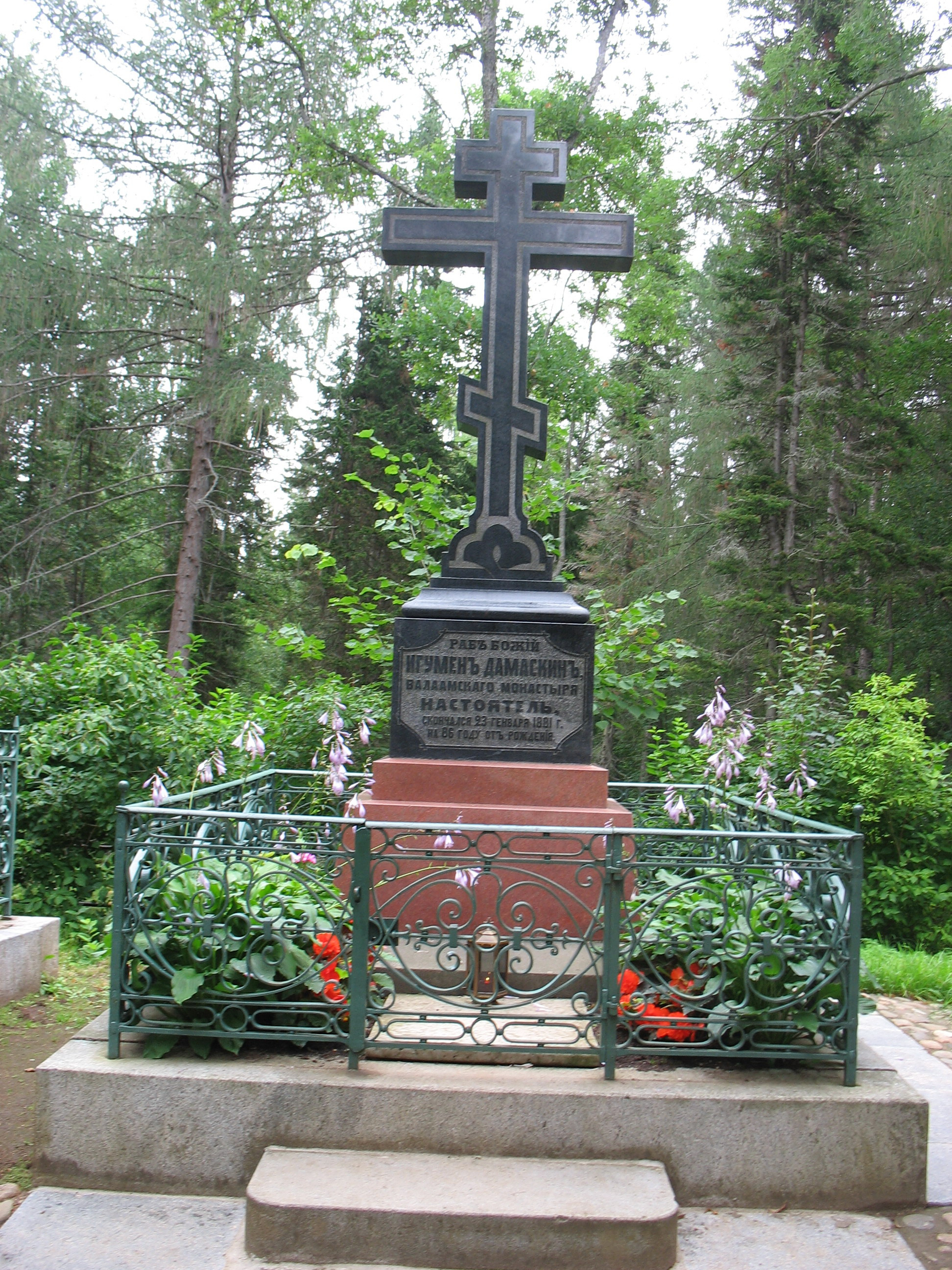
Nagrobek ihumena Damaskina

Damaskin, imię świeckie Damian Kononow (ur. 11 października?/22 października 1795 w Riepienkach w guberni twerskiej, zm. 11 stycznia?/23 stycznia 1881 w monasterze Wałaamskim) – rosyjski mnich prawosławny, przełożony Monasteru Wałaamskiego w latach 1839–1881.

## Życiorys
Pochodził z rodziny chłopskiej. W wieku 22 lat udał się na pielgrzymkę do Monasteru Sołowieckiego, Ondrusowskiej Pustelni św. Mikołaja oraz Monasteru Wałaamskiego. Dwa lata później Damian Kononow zamieszkał w Monasterze Wałaamskim jako świecki robotnik. Do wspólnoty tej dołączało w tym czasie wielu chłopów, którzy, wstępując do klasztorów, mogli podnieść swój status społeczny. W 1820 został włączony w poczet posłuszników wspólnoty. W monasterze wykonywał różne prace, był m.in. koniuszym i piekarzem. Śluby mnisze w riasofor złożył 7 stycznia 1823 przed ihumenem Innocentym. Jego postrzyżyn mantijnych dokonał natomiast 12 grudnia 1825 ekonom klasztoru, hieromnich Arseniusz. Od 1826 do połowy 1827 mnich Damaskin żył w skicie Wszystkich Świętych, jednym ze skitów podległych monasterowi, następnie odszedł do jeszcze bardziej odosobnionej pustelni. Mnich zajmował się rękodziełem, przepisywał księgi, jak również prowadził życie ascetyczne: jadł tylko chleb i wodę, nosił kajdany.
30 kwietnia 1833 powierzono mu godność przełożonego skitu Wszystkich Świętych. W 1838 biskup rewelski Benedykt wyświęcił go na diakona, w tym samym roku mnich przyjął święcenia kapłańskie. Dzięki rekomendacji archimandryty Ignacego (Brianczaninowa), dziekana monasterów eparchii petersburskiej, w 1839 otrzymał godność ihumena i został przełożonym Monasteru Wałaamskiego.

### Przełożony Monasteru Wałaamskiego
Jako przełożony monasteru przeprowadził jego gruntowną rozbudowę i zreorganizował funkcjonowanie wspólnoty. Zorganizował nowe skity filialne św. Mikołaja z cerkwiami św. Mikołaja i św. Jana Damaskina (w 1853), św. Aleksandra Świrskiego z cerkwią pod tym samym wezwaniem (1855), św. Jana Chrzciciela z cerkwią św. Jana Chrzciciela i Trzech Świętych Hierarchów, św. Eliasza z cerkwią pod tym samym wezwaniem (1867), św. Abrahama Rostowskiego (1873), przebudował także na skit swoją dawną pustelnię (1870). Stopniowo zamykał pustelnie, w których mnisi żyli samotnie, kierując ich do skitów. W 1857 doprowadził do usunięcia z Wałaamu mnichów przenoszonych do skitów karnie, za naruszanie dyscypliny, gdyż ich obecność nie sprzyjała ascezie i rozwojowi duchowemu. Damaskin rozbudował również kompleks głównego monasteru, wznosząc dom pielgrzyma i dom gościnny, kompleks budynków gospodarczych, cerkiew Wszystkich Świętych Mnichów, placówkę filialną Wałaamu w Sierdobolu. Utworzył na Wałaamie dwa większe sady i kilka mniejszych w skitach, rozwinął klasztorne ogrodnictwo. Wspierał wyruszające z Wałaamu ekspedycje badawcze organizowane przez departament hydrografii ministerstwa spraw morskich, założył pracownię meteorologiczną. Badał dzieje Monasteru Wałaamskiego, gromadził związane z nim rękopisy i inne pamiątki. Przyjmował w monasterze rosyjskich malarzy i pisarzy, kierował wybranych mnichów na naukę do petersburskiej Akademii Sztuk Pięknych. Monaster udzielał pomocy ubogim mieszkańcom najbliższych okolic, nie tylko prawosławnym. W 1879 Damaskin (Kononow) został również dziekanem Monasteru Koniewskiego.
W monasterze kierowanym przez Damaskina obowiązywały szczególne obostrzenia: mnisi nie mogli bez zgody ihumena przyjmować nikogo, nawet współbraci, w celach, pisać ani otrzymywać listów, czytać książek, rozmawiać z pielgrzymami. Szczególnie cenieni byli mnisi, którzy zajmowali się ciężką pracą fizyczną. Ci, którzy zajmowali się pisaniem ikon lub publikowali teksty teologiczne nie mogli podpisywać swoich prac imionami, a jedynie formułą wskazującą na powstanie wizerunku lub tekstu w Monasterze Wałaamskim, by w ten sposób nie popadać w pychę. Uzasadniając to potrzebą stałego uczenia mnichów pokory, Damaskin nakazał również chować zmarłych mieszkańców monasteru tylko w bezimiennych mogiłach.
Liczba mieszkańców Wałaamu w okresie sprawowania przez Damaskina urzędu ihumena znacząco wzrastała. W 1852 było ich 172, zaś w 1881 – 263. Damaskin uważany był za świętego starca. Sprawował osobistą opiekę duchową nad wieloma mnichami, dbał o to, by każdy mieszkaniec Wałaamu pozostawał pod pieczą jednego ze starszych duchownych. Przyjmował również świeckich pielgrzymów, zwracających się do niego z prośbami o rady i modlitwę. Prowadził obszerną korespondencję. Ze względu na rozmach podjętej przez niego reorganizacji klasztoru i sposób postępowania z mnichami nazywany był „wałaamskim Piotrem Wielkim” lub „Arakczejewem w riasie”.
W latach 70. XIX w. mnich zapadł na zdrowiu, a po doznaniu drugiego udaru mózgu w 1874 spędzał niemal cały czas w swojej celi. Kierowanie klasztorem de facto przejął mnich Jonatan, który po śmierci Damaskina został kolejnym ihumenem. Damaskin zmarł i został pochowany na Wałaamie, gdzie funkcjonuje jego nieformalny kult, spisywane są wydarzenia uznane za uzdrowienia za jego wstawiennictwem.
Nagrodzony w 1847 złotym krzyżem synodalnym, zaś w 1864 – Orderem św. Anny II stopnia.